# Вялов, Константин Александрович
Константин Александрович Вялов (6 [19] апреля 1900, Москва — 21 июня 1976, Москва) — советский художник-плакатист, график, иллюстратор, сценограф. Один из основателей ОСТа.

## Биография
Изучал роспись тканей с 1914 по 1917 год в Московской государственной художественно-промышленной академии им. Строганова, после революции (1918—1920) продолжил обучение в Государственных свободных художественных мастерских (Свомас) у А. Моргунова, П. Бромирского, А. Лентулова, В. Кандинского, В. Татлина, а затем в 1920—1924 в ВХУТЕМАСе у Д. Штеренберга.
С 1922 по 1925 год занимал должность руководителя студии изобразительных искусств для подростков, которой руководил Наркомпрос. Вступил в Союз художников СССР в 1932 году, в год его основания, а с 1941-45 разработал серию плакатов для Телеграфного агентства Советского Союза (ТАСС), которые экспонировались в Чикагском художественном институте в 2011 году в рамках выставки «Окна на войну: советские плакаты ТАСС дома и за границей, 1941—1945» («англ. Windows on the War: Soviet TASS Posters at Home and Abroad, 1941–1945»).
Умер в Москве в 1976 году.

## Примеры работ
- Милиционер (1923)
- Стенька Разин (1924)
- Индустриальный этюд (1950)